# جون ريان (لاعب كرة قدم)
جون ريان (بالإنجليزية: John Ryan)‏ (16 أكتوبر 1930 - 12 أغسطس 2008) هو لاعب كرة قدم بريطاني في مركز مهاجم داخلي. لعب مع تشارلتون أثلتيك.

## وصلات خارجية
- جون ريان على موقع قاعدة بيانات كرة القدم.إي يو (الإنجليزية)